# Elyas Yusoff
Elyas Yusoff, né le 22 août 1996, est un coureur cycliste singapourien. Il participe à des compétitions sur route et sur piste.

## Biographie
En 2016, il devient champion de Singapour sur route. L'année suivante, il termine troisième du kilomètre aux Jeux d'Asie du Sud-Est. 

## Palmarès sur route

### Par année
- 2016
  -  Champion de Singapour sur route
- 2017
  - 3e du championnat de Singapour sur route
- 2019
  - Share the Road Criterium
  - SCF Cycle Challenge

### Classements mondiaux
| Année         | 2016 | 2017 |
| ------------- | ---- | ---- |
| UCI Asia Tour | 214e | 299e |

## Palmarès sur piste

### Jeux d'Asie du Sud-Est
- Nilai et Putrajaya 2017
  -  Médaillé de bronze du kilomètre